# Люсинер
Люсинер (мар. Лӱсэҥер) — деревня в Мари-Турекском районе Республики Марий Эл. Входит в состав Карлыганского сельского поселения.

## География
Находится в восточной части республики Марий Эл на расстоянии приблизительно 41 км по прямой на юго-восток от районного центра посёлка Мари-Турек.

## История
Известна с 1885 года, когда она входила в Малмыжский уезд Вятской губернии и насчитывала 18 дворов, в которых проживали 135 человек. В 1933 году в деревне насчитывалось 205 жителей. В 2000 году в деревне отмечено 38 дворов. В советское время работали колхозы «Электр», «Большевик», совхозы имени Кирова и «Восход».

## Население
Население составляло 135 человек (мари 96 %) в 2002 году, 109 в 2010.